# Saint-Just (Ain)
Saint-Just és un municipi francès situat al departament de l'Ain i a la regió d'Alvèrnia-Roine-Alps. L'any 2007 tenia 883 habitants.

## Demografia

### Població
El 2007 la població de fet de Saint-Just era de 883 persones. Hi havia 324 famílies de les quals 68 eren unipersonals (32 homes vivint sols i 36 dones vivint soles), 100 parelles sense fills, 124 parelles amb fills i 32 famílies monoparentals amb fills.
La població ha evolucionat segons el següent gràfic:
Habitants censats

### Habitatges
El 2007 hi havia 335 habitatges, 322 eren l'habitatge principal de la família, 4 eren segones residències i 9 estaven desocupats. 290 eren cases i 45 eren apartaments. Dels 322 habitatges principals, 253 estaven ocupats pels seus propietaris, 64 estaven llogats i ocupats pels llogaters i 5 estaven cedits a títol gratuït; 9 tenien dues cambres, 23 en tenien tres, 84 en tenien quatre i 206 en tenien cinc o més. 284 habitatges disposaven pel capbaix d'una plaça de pàrquing. A 121 habitatges hi havia un automòbil i a 185 n'hi havia dos o més.

### Piràmide de població
La piràmide de població per edats i sexe el 2009 era:
| Homes | Edats   | Dones |
| ----- | ------- | ----- |
| 0     | 95 o +  | 0     |
| 0     | 90 a 94 | 0     |
| 4     | 85 a 89 | 0     |
| 0     | 80 a 84 | 0     |
| 12    | 75 a 79 | 12    |
| 0     | 70 a 74 | 16    |
| 20    | 65 a 69 | 16    |
| 16    | 60 a 64 | 12    |
| 20    | 55 a 59 | 28    |
| 52    | 50 a 54 | 36    |
| 52    | 45 a 49 | 24    |
| 28    | 40 a 44 | 48    |
| 44    | 35 a 39 | 36    |
| 20    | 30 a 34 | 32    |
| 24    | 25 a 29 | 20    |
| 16    | 20 a 24 | 8     |
| 32    | 15 a 19 | 8     |
| 16    | 10 a 14 | 36    |
| 32    | 5 a 9   | 44    |
| 24    | 0 a 4   | 24    |

## Economia
El 2007 la població en edat de treballar era de 622 persones, 423 eren actives i 199 eren inactives. De les 423 persones actives 401 estaven ocupades (208 homes i 193 dones) i 22 estaven aturades (8 homes i 14 dones). De les 199 persones inactives 58 estaven jubilades, 64 estaven estudiant i 77 estaven classificades com a «altres inactius».

### Ingressos
El 2009 a Saint-Just hi havia 330 unitats fiscals que integraven 886,5 persones, la mediana anual d'ingressos fiscals per persona era de 22.764 €.

### Activitats econòmiques
Dels 45 establiments que hi havia el 2007, 7 eren d'empreses de fabricació d'altres productes industrials, 9 d'empreses de construcció, 9 d'empreses de comerç i reparació d'automòbils, 1 d'una empresa d'hostatgeria i restauració, 2 d'empreses d'informació i comunicació, 2 d'empreses immobiliàries, 6 d'empreses de serveis, 7 d'entitats de l'administració pública i 2 d'empreses classificades com a «altres activitats de serveis».
Dels 11 establiments de servei als particulars que hi havia el 2009, 3 eren paletes, 1 guixaire pintor, 1 fusteria, 3 lampisteries, 1 empresa de construcció, 1 perruqueria i 1 agència immobiliària.
L'únic establiment comercial que hi havia el 2009 era una floristeria.
L'any 2000 a Saint-Just hi havia 7 explotacions agrícoles que ocupaven un total de 192 hectàrees.

## Equipaments sanitaris i escolars
El 2009 hi havia una escola elemental.

## Poblacions més properes
El següent diagrama mostra les poblacions més properes.